# 笑い飯
笑い飯（わらいめし）は、吉本興業所属のお笑いコンビ。2000年7月結成。M-1グランプリ2010王者、日清食品 THE MANZAI 2012ファイナリスト。

## メンバー
哲夫（てつお、1974年12月25日 - ）（50歳）
ネタ作り担当、立ち位置は向かって右。

西田 幸治（にしだ こうじ、1974年5月28日 - ）（51歳）
立ち位置は向かって左。

## 略歴
2000年7月に結成し、2001年より吉本興業（大阪本社、2002年より同本部）所属。所属への経緯について、インディーズでの活動中に『M-1グランプリ2001』の予選へ出場したことから吉本の目に留まり所属したとの情報があったが、実際はオーディションで入社している。

## 芸風
ボケとツッコミが入れ替わる「Wボケ」漫才で脚光を浴びた。石田明（NON STYLE）はこのスタイルについて「横山やすし・西川きよしが昔からやっていた」としながらも、「あそこまで徹底して、しかもあれだけ完成度の高いネタに到達したコンビはいなかった」と評した。石田は「発想とセンスの塊みたいに思われてますけど、実はベタ」「ベタをベタじゃなく見せる天才」ともコメントしている。
哲夫は「昔の漫才を見ると両方ともボケているのが沢山あった」という認識から、温故知新という考えの下で現在のスタイルを生み出したと語っている。
ものまねコントをすることもあり、2011年放送の『爆笑そっくりものまね紅白歌合戦スペシャル』（フジテレビ）では、Mr.マリックのものまねで超魔術をネタにしたコントを披露した。

## 「ミスターM-1グランプリ」
- 『M-1グランプリ』では、2002年から2010年にかけて9年連続の決勝戦進出を成し遂げており、「ミスターM-1（グランプリ）」「M-1の申し子」と呼ばれている。
- 同時期のファイナリストである麒麟、千鳥とは、当時のBaseよしもとを牽引していた仲間であり、ライバルでもあった。田村裕（麒麟）曰く「この（3組）中から誰か（M-1）獲ろうぜみたいな気持ちがあった」[4]。またこの2組に笑い飯を加えた3組は2003年から2005年まで3年連続でM-1決勝戦で共演した。
- 2004年放送の『松紳』（日本テレビ）では異例の全編が笑い飯の回があり、「コイツら無茶苦茶、待遇ええやん」と島田紳助がコメントした。その際は『M-1』について「優勝しても出場し続けたい」と発言していた。
- 2003年度から毎年“優勝候補”と呼ばれ続けていたが優勝を逃していたこと、ネタの傾向がスロースターターのため「ネタ時間4分」の『M-1』では圧倒的に不利だったこと、連続での決勝進出で年々観客や審査員のハードルが上がってしまったことなどから2008年度の『M-1』を前に紳助からは「もう優勝は難しいのでは」、松本からは『放送室』で「もう『M-1』に出ない方がいいのかもしれない」、高須光聖からは「初登場の時（2002年）に獲らせてあげるべきだった」と評されていた（2003年の優勝は笑い飯だと発言したこともあり、松本もこれに同調していた）。松本は同番組で笑い飯をジェロム・レ・バンナに例えたこともある[5]。
- 2人も毎年決勝戦に進んでは優勝を逃し続けることにうんざりしていたようで、哲夫は2007年放送の『アメトーーク!』にて「金のエンゼル・銀のエンゼルみたいに、5回決勝行ったら1回優勝になればいいのにと思っていた」と語っている。
- 出場回数が多くなるにつれ年々笑い飯の優勝を願う芸能人は増えていき、津田篤宏（ダイアン）は競合相手にも関わらず、2010年放送の『千鳥のほっけいTV』にて笑い飯に優勝してほしい旨をコメントしている。また、指原莉乃が『HKT48のおでかけ』で2003年[注 3]の『M-1』の時に笑い飯を応援していたことを後藤に話していた[注 4]。一方で明石家さんまは、『さんまのお笑い向上委員会』にて「優勝しない方が箔がついた」とコメントした[注 5]。
- 2010年度までのシード組のエントリーNo.は、原則としてノーシード組よりも後ろに配置されたうえで五十音順に並んでいた。その中で毎回のように五十音順で最後になる笑い飯は、総エントリー数と同じ番号になるのが恒例であった。
- 笑い飯がM-1に出場していた期間の歴代ファイナリスト46組のうち、決勝戦で笑い飯と戦わなかったのは、第1回（2001年）のみの出場だった中川家とDonDokoDonの2組のみである。

### 優勝までの長い道のり
2002年
- 結成3年目で決勝戦初進出。審査員の松本人志（ダウンタウン）は優勝したますだおかだよりも10点高い80点を付け、「何や? あの面白さ」と高評価した。
- 最終決戦では2番手で「機関車トーマス」を披露したが、票の獲得には至らなかった。翌年の『放送室』にて、松本がフットボールアワーと笑い飯のどちらに投票するかを迷っていた旨をコメントした。哲夫はこの結果には未だに納得していないらしい。

2003年
- 緩急をつけたスピードとオチまでに張り巡らされた完璧な伏線が高く評価され、大会初の審査員全員から90点以上という高評価を受けた。この「奈良県立歴史民俗博物館」は、第5回の紹介VTRで「伝説のネタ」と称されている。ちなみにネタの最中、審査員である中田カウスの笑い声が入ったまま収録された。審査委員長の紳助からは「100点でもよかったんですけどね。後の（順番のコンビの）ために99点（当時の『M-1』の個人最高得点）にしただけでね。去年は未完成だったけど今年は完成してる。感動しました」、松本からは「去年よりセンスそのままで技術がアップしているんですよね。凄い変わり方ですね、1年間で（司会の西川きよしも同調）」と絶賛された。ネタ後、後藤輝基（フットボールアワー）の顔を見てみると西田曰く「人殺しのような眼をしていた」らしい。岩尾望（フットボールアワー）は「笑い飯の直後だったらメンタル的にヤバかったかも。それくらい動揺した」と振り返っている。
- 最終決戦では1番手で「かわいそうなぞう」を披露。7票中、紳助・松本・南原清隆（ウッチャンナンチャン）から3票獲得したが、他の審査員はフットボールアワーに票を入れたため、結果は3対4で2位となった。哲夫はネタ後に優勝は確実だと考えていたが、フットボールアワーのネタを見て諦めたという。

2004年
- アンタッチャブルと共に優勝候補へ挙げられ、意気揚々と臨んだものの5位に終わってしまった。哲夫は2002・2003年の高評価で今から思えばあぐらをかいていたと振り返っている。また、制限時間が4分に設定されている中、約6分20秒を要してネタを披露し、審査員のラサール石井からは「完全にネタを2つやっちゃってるんですよね」と言われてしまった。

2005年
- 非常に不利とされるトップバッターでありながら、そのまま上位3組に残るという大番狂わせを起こす。その際、小杉竜一（ブラックマヨネーズ）から 「ネタ何やんの?」と聞かれ、哲夫が「マリリン・モンローです」と答えたところ「あれか!?」と小杉は非常に驚いた。哲夫は「お化けみたいな漫才を持っている先輩がビビッてくれた」とモチベーションが上がったらしい。
- この大会から最終結果発表では審査員の投票が1人ずつ開票されていくスタイルとなり、7人中6人目まででブラックマヨネーズと3対3の同点であったが、最後の紳助がブラックマヨネーズへ投票していたため、またも1票差で優勝を逃した。後に哲夫は「パチンコみたいな演出で『ブラックマヨネーズ』が『笑い飯』に変わると信じていた」と語っている。最終決戦で披露したネタについて、千鳥からは「よく、あれ（2本目のネタ）を4分の漫才にできましたね」と称えられた。また、大会後の記者会見で紳助は「笑い飯が初出場ならブラックマヨネーズと同点、もしくは笑い飯の勝ちだったかも」という趣旨の内容を述べている。

2006年
- 暫定3位だった麒麟と1点差で敗退したため、決勝進出を果たした9大会の中で唯一最終決戦進出の暫定ボックスに座ることなく終わった。
- 決勝進出組発表記者会見で過去4年の順位を訊かれ「3位・2位・5位・2位です」と答えると、紳助は「まだ4位になってへんねや」と発言。それに対して哲夫は「普通1位（優勝）って言うんですよ」とツッコミを入れたが、結果的には紳助の発言通りに4位となってしまった。

2007年
- 哲夫曰く「積み上げ式のかなりゆったり目のネタ」。審査員の松本からは「結局普通の漫才に戻ってしまった、（中略）スロースターターなので4分のネタにするにはああするしかなかった、考えすぎた」と評された。

2008年
- 哲夫曰く「自分らのスタイルいじり」。審査委員長の紳助の点数は、今大会での個人最高評点となる95点であったが、最終的に敗者復活のオードリーに敗れ、3年連続のファーストラウンド敗退に終わった。松本は後に「スロースターターと言われたことを意識したからか、前半はすごく良かったが後半の失速感がハンパなかった」と評している。

2009年
- 「鳥人」が焼き鳥を食べながら現れる、小学校に転入したら出席番号はチキン南蛮だったという馬鹿馬鹿しすぎるボケ、同じ説明を繰り返すしつこさ、鳥の被り物を使えばつまらなくなるかもしれないネタを漫才としてやりきった話術が高評価を生み、歴代3位（当時）の「668点」を記録、さらに紳助から『M-1』史上初かつ現時点で唯一である100点満点を得た。舞台袖で出番を待っていたハライチは、会場の大爆笑に押されてネタ合わせを中断してしまった。
- ところが、最終決戦で披露した「チンポジ」のネタで大失速してしまい、17点差の2位通過であったパンクブーブーに満票を取られるという、歴史的な逆転負けを喫してしまった。哲夫は1本目からの流れもあり優勝を確信していたため、パンクブーブーに逆転されたことが信じきれずにいたが、帰宅してから「そういえば俺、下ネタしてたわ。そらそやわ」と初めて気付いたらしい。
- パンクブーブーは「鳥人」のネタで凄まじい勢いを見せていた笑い飯に「自分たちの優勝はない」と感じたらしく、それならばいつも通りやろうと決めた結果変な緊張感が抜けて漫才ができたと、優勝直後のよしもとオンラインや『おしゃれイズム』で語っている。逆に、笑い飯がスベっていたかもしくは笑い飯より出番が先だったら重圧と緊張で優勝は無理だっただろうとも述べている。笑い飯にとって最高のネタがパンクブーブーの勢いを増す決定打になったという、皮肉で数奇な結果を2組に齎すこととなった。松本はチンポジのネタを以前から周知しており、後日に哲夫へ「『チンポジ気にすな』から入るのが面白いと思ってたのに、はじめに『チンチンのポジション気にするな』って説明入れたやろ? あれはいらんと思ってん」と敗因を指摘した。哲夫がそれを大悟（千鳥）に話すと、彼も全く同じことを思っていたらしい。

2010年
- 参加資格が「2000年5月以降」と明記されたことにより、2000年結成コンビの多くが出場資格を失ったが、笑い飯は同年7月結成のため出場できた。
- ファーストラウンドで披露した「サンタウロス」が、審査員の大竹一樹（さまぁ〜ず）から「思わず笑ってしまうんですよね。去年と同じくらい面白い」、渡辺正行からは「鳥人のパターンを見ているだけに、それを超えるものを客は、求めていた。求められているものを、きちっとだす。期待を裏切らない出来。これは、なかなか出来ない」と高評価。6人の審査員から95点以上の評価を受け、暫定1位だったスリムクラブに大差をつけて「668点」を記録。奇しくもこれは前年と全く同じ点数であった。この「サンタウロス」は単独ライブでは「サンタナカイ」という名目で披露されていたが、哲夫曰く「『ウロス部分』と言いたかったからサンタウロスに変えた」。
- 最終決戦では「小銭の神様」を披露。哲夫はこのネタを選んだ理由について「去年チンポジをやった時に『鳥人みたいなのを見たかったのに』と言われたから、それを踏まえて『サンタウロス』みたいなやつで挑んだ」と語っている。2人は最終決戦での出番を待機している間、過去のどの大会でも味わったことのない恐怖を覚えたという。最終結果発表の前に司会の今田耕司から心境を尋ねられた西田は、「もう、頼むわぁ!」と思わず心の声を漏らしていた。
- 優勝後に西田がスタッフから聞いた話によると最終審査の際、笑い飯とスリムクラブが同票だったが松本だけまだ投票するコンビを決めておらず、しばらく票を入れていなかったという。その松本は最終審査後に今田からコメントを求められた際、「ホンマに僅差で。もう『スリム飯』って書いたろかと思ったくらい。でも、笑い飯最後やし獲らせてあげたいなと思って」とコメントした。優勝記者会見で紳助は「笑い飯の実力は前々から認めている。審査にヤラセはない。オレ以外は笑い飯に投票していると思った。2002年、2003年、2008年、2009年の大会は笑い飯が優勝すべきやった」と笑い飯のこれまでの栄誉を称えた。

### 『M-1』優勝後
- 結成11年目にして悲願の優勝を成し遂げたものの、準優勝であったスリムクラブの方が活躍の幅を広げることになった[注 9]。『お笑いワイドショー マルコポロリ!』では笑い飯がリポーターとしてスリムクラブの仕事場を同行するロケが行われた。『しゃべくり007』にてこれを話し、同番組のレギュラーでボケ担当にあたる堀内健（ネプチューン）がこの件について「おかしい」と真摯な態度で指摘した[注 10]。
- 『M-1』に代わるプロジェクトとしてスタートした『日清食品 THE MANZAI』には2012年大会に出場、決勝大会進出を果たした。2010年の『M-1』で優勝した自分たちよりも準優勝したスリムクラブがブレイクしたことを踏まえ、「2位を狙っている」と自虐していたが、結果的にはファーストラウンド敗退に終わった[注 11]。『M-1』では5位以内をキープし続けたが、採点方式ではない『THE MANZAI』と相性が悪いためか、2013年の『史上空前!! 笑いの祭典 ザ・ドリームマッチ』では松本が「（2012年の）THE MANZAIはスベっていた」と西田をイジっていた。
- 2015年に復活した『M-1グランプリ2015』では決勝の審査員を歴代王者が務め、笑い飯からは哲夫が出演した。最終決戦終了後には、前大会チャンピオンとして優勝したトレンディエンジェルに優勝トロフィーを授与した。
- 『THE MANZAI マスターズ』には毎年出演しており、MCのビートたけしからネタ終わりに「やり取りがバカバカしいところが面白い」「それを2人が楽しんでいる姿にも笑ってしまう」「笑い飯2人じゃないとできない」と賞賛されている。
- 優勝から10年以上経っても笑い飯が不在の番組内で笑い飯による『M-1』の話題が上げられることもあり、2020年放送の『アメトーーク!』で徳井健太（平成ノブシコブシ）が2009年の鳥人ネタを話したり[注 12]、2021年放送の『オードリーさん、ぜひ会ってほしい人がいるんです。』において、若林正恭（オードリー）がトム・ブラウンに「笑い飯さんは2009年（M-1）の勢いのまま2010年（M-1）に優勝した」とアドバイスした。また、各年の暫定ボックスからの退場コメントも話題に上げられている[注 13]。

## 出囃子
- The Jackson 5「I Want You Back」

## 賞レース成績・受賞歴など

### M-1グランプリ（成績）
| 年     | 結果      | エントリーNo. | 決勝戦キャッチコピー | 備考                                     |
| ------ | --------- | ------------- | -------------------- | ---------------------------------------- |
| 2001年 | 2回戦敗退 | 14            |                      |                                          |
| 2002年 | 決勝3位   | 166           |                      | 決勝1回戦 3位通過                        |
| 2003年 | 決勝2位   | 1906          | ∞ infinity           | 決勝戦 2位通過                           |
| 2004年 | 決勝5位   | 2617          | 予測不能             |                                          |
| 2005年 | 決勝2位   | 3378          | 予測不能のWボケ      | ファーストラウンド 3位通過               |
| 2006年 | 決勝4位   | 3922          | 予測不能のWボケ      |                                          |
| 2007年 | 決勝5位   | 4239          | 予測不能のWボケ      |                                          |
| 2008年 | 決勝4位   | 4489          | 孤高のWボケ          |                                          |
| 2009年 | 決勝2位   | 4629          | 孤高のWボケ          | ファーストラウンド 1位通過               |
| 2010年 | 優勝      | 4835          | 孤高のWボケ          | ラストイヤー、ファーストラウンド 2位通過 |
| 2015年 | 不参加    |               |                      | 二度目のラストイヤー                     |

### その他
- 2002年 第3回笑わん会 優秀賞
- 2003年 第24回ABCお笑い新人グランプリ 優秀新人賞
- 2003年 第38回上方漫才大賞 新人賞
- 2003年 第32回上方お笑い大賞 新人賞
- 2004年 第34回NHK上方漫才コンテスト 最優秀賞
- 2004年 第2回MBS新世代漫才アワード 優勝
- 2004年 第33回上方お笑い大賞 新人賞
- 2005年 第34回上方お笑い大賞 最優秀新人賞
- 2010年 第45回上方漫才大賞 奨励賞
- 2012年 日清食品 THE MANZAI 2012 決勝大会敗退
- 2014年 第49回上方漫才大賞 大賞
- 2024年 第59回上方漫才大賞 大賞

## 出演作品

### テレビ番組

#### レギュラー番組
現在の出演番組
- 笑い飯のモラ王（テレビ静岡、2006年3月 - ）不定期放送
- ウラマヨ!（関西テレビ、2010年4月 - ）- 準レギュラー
- デザインあ（NHK教育）- 声のみ出演、不定期放送

過去の出演番組
- ナイチンゲーラー（ABCテレビ、2004年1月 - 2月）
- にこいち 〜スーパースター友情列伝〜（ABCテレビ、2004年4月 - 2005年3月）
- 万博だがね（メ〜テレ、2004年10月 - 2005年9月）
- ワイ!ワイ!ワイ!（ヨシモトファンダンゴTV、2004年10月 - 2005年11月）
- お叱りください!（ABCテレビ、2005年1月 - 2月）
- オモシロ好奇心☆どろんぱ!（読売テレビ、2005年4月 - 9月）
- スペイン語会話（NHK教育、2005年4月 - 2006年3月）
- 扇町兎園会（関西テレビ、2006年4月 - 6月）
- 爆感!グラビア帝国（テレビ大阪、2007年4月 - 2007年9月）
- わかってちょーだい!（フジテレビ、2007年4月 - 9月）月曜隔週
- ココモコ・ハッピー!笑い飯（テレビ大阪、2007年10月 - 2008年3月）
- プライスバラエティ ナンボDEなんぼ（関西テレビ）不定期出演
- 笑い飯・千鳥の舌舌舌舌（サンテレビ、2009年4月 - 2013年4月）
- 笑い飯の笑うスポーツ飯（GAORA）
- 爆裂バラエティー　シャバダバの空に（関西テレビ、2011年4月 - 2013年3月）
- 笑い飯のおもしろテレビ（サンテレビ、2013年5月 - 2016年3月）
- 笑い飯女子脳研究所（テレビ大阪、2014年1月 - 3月）
- 雨上がりの「Aさんの話」〜事情通に聞きました!〜（ABCテレビ、2016年1月 - 2019年3月）- 準レギュラー
- ちょいバラ「笑いのメシア」（ABCテレビ、2023年7月 - 8月）

#### 特別番組
＊MCもしくはメインキャスト
- ダイ麒千飯（関西テレビ、2004年2月26日）
- 笑い飯飯店（読売テレビ、2004年3月）
- 笑い飯藩（読売テレビ、2004年7月）
- 空想深夜番組 どエンゼル（読売テレビ、2004年11月・2005年3月）
- 特製笑い飯・ボケしろデラックス!（毎日放送、2004年12月）
- バリューナイトフィーバー「笑い飯の臭い飯 〜ザ・監獄漫才〜」（日本テレビ、2005年6月4日・11日）
- 笑い飯・友近・功太のおもしろイズム（関西テレビ、2009年9月21日）
- オールザッツ漫才（毎日放送、2010年 - 2012年）- MC
- はんにゃ・フルーツポンチ・笑い飯の青春リベンジハイスクール（読売テレビ、2010年3月27日）
- カキューン!!「笑い飯の視聴率グーン〜爆笑テッパンワード遊び〜」（関西テレビ、2011年1月13日・1月20日）
- 笑い飯×銀シャリ ごはんもんTV（関西テレビ、2011年3月21日）
- 笑い飯千鳥地域活性TV ひと肌脱ぎます!（毎日放送、2015年1月11日）
- 笑い飯の京都おもしろ修学旅行（ABCテレビ、2016年10月8日）
- 漫才スプリング（テレビ大阪、2017年 - 2020年）- 笑い飯軍として出演。
- 笑い飯presents ひとりで60分（読売テレビ、2020年6月16日 - ）
- 笑い飯&見取り図のおもしろ大喜利み〜っけた!（関西テレビ、2021年9月28日）
- ちょいバラトーナメント ファイナルステージ「笑いのメシア」（ABCテレビ、2023年11月26日）

### ネット番組
- 笑い飯のモーレツ!!しごき教室ネオ（大阪チャンネル、2017年）- MC
- 笑い飯のぶっ茶けの間（大阪チャンネル、2020年4月1日（全12回））- MC
- 新ネタドキュメンタリー MCRWへの道（大阪チャンネル→FANY Channel、2021年3月26日 - 8月27日（全11回））- MC

### ラジオ番組
- 笑い飯のオンスト（YES-fm、2003年8月 - 2004年9月）
- ゴーゴーモンキーズ水曜日（MBSラジオ、2004年10月 - 2006年3月）
- 月曜JUNK2・笑い飯のトランジスタラジオくん（TBSラジオ、2005年4月 - 2007年3月）
- ゴー傑P（MBSラジオ、2006年4月 - 2009年3月）
- 笑い飯の金曜お楽しみアワー（MBSラジオ 2010年10月 - 2014年3月）
- 笑い飯の月曜お楽しみアワー（MBSラジオ 2014年3月 - 2015年3月）
- 土020（MBSラジオ 2018年4月 - ）

### テレビドラマ
- もやしもん（2010年7月、フジテレビ） - 西田が美里薫 役（西田は美里の外見上のモデルである）として出演、哲夫も第10話で研究員A役として出演
- お笑いインスパイアドラマ ラフな生活のススメ（2023年7月4日〈予定〉 - 、NHK総合）[21]

### テレビCM
- 551蓬萊「豚まん」
- デビルマン（劇場映画告知）
- 資生堂「uno」
- NTT西日本「あそむび幸運探偵風烈光の事件簿」
- ウィルコム「ウィルコムタイム」（声のみ）
- モスフードサービス2008年「タコカツバーガー」キャンペーン（地域限定）
- アピタ・ピアゴ 2010年初売り（声のみ）
- 日本コカ・コーラ「ジョージア エメマンバトル」※スリムクラブと共にブラック派
- オートバックス
- 日清食品「阪神タイガースキャンペーン」（2011年）※関西ローカル
- 近鉄名阪特急「大阪へ出陣じゃ編」「名古屋へ出陣じゃ編」（2016年）
- Indeed（2019年）[22]
- 日本マクドナルド 「アジアの晩飯」篇  (2023年)

### ミュージック・ビデオ
- BAKI『あなた』

## 作品

### DVD
- M-1グランプリ2002完全版〜その激闘のすべて〜
- M-1グランプリ2003完全版〜M-1戦士の熱き魂〜
- M-1グランプリ2004完全版〜いざ!M-1戦国時代へ"東京勢の逆襲"〜
- M-1グランプリ2005完全版〜本命なきクリスマス決戦!“新時代の幕開け”〜
- M-1グランプリ2006完全版〜史上初!新たなる伝説の誕生〜完全優勝への道〜
- M-1グランプリ2007完全版〜敗者復活から頂上へ〜波乱の完全記録〜
- M-1グランプリ the BEST 2001〜2003
- M-1グランプリ the BEST 2004〜2006
- M-1グランプリ the BEST 2007〜2009
- M-1グランプリ the BEST 2001 - 2006 DVD BOX
- M-1グランプリ2008完全版〜ストリートから涙の全国制覇!!〜
- M-1グランプリ2009完全版〜100点満点と連覇を超えた9年目の栄光〜
- M-1グランプリ2010完全版〜最後の聖戦!無冠の帝王vs最強の刺客〜
- M-1グランプリ the FINAL PREMIUM COLLECTION 2001-2010
- 笑い飯・千鳥の大喜利ライブDVD
- 笑い飯・千鳥の大喜利ライブDVD2
- 新風baseよしもと ネタトウタ2004
- baseよしもと ネタトウタ2007
- バトルオワライヤル
- 〜漫才ファッションショー〜漫服
- ダイナマイト関西〜全日本大喜利王決定トーナメント大会〜
- ダイナマイト関西2006〜オープントーナメント大会〜
- ダイナマイト関西2008〜オープントーナメント大会〜
- ジャッカス・ザ・ムービー 日本特別コメンタリー版
- ZAIMAN ZAI
- YOSHIMOTO PRESENTS LIVE STAND 07
- YOSHIMOTO PRESENTS LIVE STAND 08
- YOSHIMOTO PRESENTS LIVE STAND 09
- メッセ弾「ある意味コワイ」爆笑トーク編
- コバヤシケンドーのすべらない話
- アメトーーク!DVD
- 幼獣マメシバ
- プレミアステージ2009
- もやしもん
- オールザッツ漫才20周年記念 永久保存大全集!! DVD-BOX
- 笑い飯「ご飯」〜漫才コンプリート〜
- 笑い飯「パン」〜笑いの新境地〜
- 祇園笑者
- IPPONグランプリ03
- 品川祐・27 時間トークライブ(8)

### 連載
- 笑い飯の日本列島改造計画（クイック・ジャパン、太田出版）
- へが出るコラム（TV Bros.、東京ニュース通信社）
- 笑い飯の人生相談道場（まんがライフMOMO、竹書房）
- 笑い飯の巻頭SM日記（relax、マガジンハウス）
- 笑い飯分校（COOLTRANS、ワニブックス）
- 笑い飯・哲夫の滑り飯!（BravoSki、双葉社）
- お笑いの本棚（朝日新聞）
- わかり飯（週刊プレイボーイ、集英社）
- 笑い飯・哲夫に聞け（朝日新聞）
- 笑い飯の報復書簡（にほんごっ子、公益財団法人博報児童教育振興会）
- 笑い飯のニュース飯（東京スポーツ）
- 笑い飯 哲夫のあちこち恢々（産経新聞）

### 著書
- 笑い飯全一冊（2010年7月28日、ワニブックス、ISBN 978-4847019203）
- お笑いえほん (1) ガムのようせい（2016年7月23日、岩崎書店、ISBN 978-4265079810）- 絵：川崎タカオ、編：倉本美津留

## 単独ライブ
2003年
- 2月24日 「ガブンチョ1Hスペシャル〜笑い飯〜」（baseよしもと/大阪）
- 10月13日 「近鉄超特急」（baseよしもと/大阪）
- 12月5日 「近鉄古大宮」（baseよしもと/大阪）

2004年
- 2月13日 「近鉄佐々木新社長」（baseよしもと/大阪）
- 4月23日 「近鉄あやめダム遊園地」（baseよしもと/大阪）
- 6月19日 「近鉄俊徳道行 アーバンライナー」（baseよしもと/大阪）
- 8月14日 「近鉄バファローズvsヤクルトおいし〜ず」（baseよしもと/大阪）
- 10月8日 「笑い飯のおもしろライブ〜大阪公演〜」（baseよしもと/大阪）
- 11月18日 「笑い飯のおもしろライブ〜東京公演〜」（銀座ガスホール/東京）

2005年
- 1月15日 「笑い飯のおもしろ近鉄ライブ」（baseよしもと/大阪）
- 2月5日 「笑い飯のおもしろ近鉄ライブ〜東京公演〜」（ルミネtheよしもと/東京）
- 3月8日 「笑い飯のおもしろライブくん」（baseよしもと/大阪）
- 5月21日 「笑い飯のおもしろライブ会場」（baseよしもと/大阪）
- 5月22日 「笑い飯のおもしろライブ会場」（baseよしもと/大阪）
- 7月5日 「笑い飯のおもしろライブゼミナール」（銀座 博品館劇場/東京）
- 7月25日 「笑い飯のおもしろ漫才」（baseよしもと/大阪）
- 8月6日 「笑い飯のおもしろオールナイトライブ」（baseよしもと/大阪）
- 9月13日 「笑い飯のおもしろ漫才」（baseよしもと/大阪）
- 9月17日 「笑い飯のおもしろライブツアー2005」石川公演（石川県教育会館/石川）
- 9月18日 「笑い飯のおもしろライブツアー2005」長野公演（長野NBSホール/長野）
- 9月19日 「笑い飯のおもしろライブツアー2005」新潟公演（新潟LOTS/新潟）
- 9月24日 「笑い飯のおもしろライブツアー2005」高知公演（高知県立美術館ホール/高知）
- 9月25日 「笑い飯のおもしろライブツアー2005」愛媛公演（ベスト電器松山本店7F特設会場/愛媛）
- 9月26日 「笑い飯のおもしろライブツアー2005」名古屋公演（ASUNAL HALL/愛知）
- 10月1日 「笑い飯のおもしろライブツアー2005」青森公演（下田町民交流センター/青森）
- 10月2日 「笑い飯のおもしろライブツアー2005」札幌公演（五番館 赤レンガホール/北海道）
- 10月8日 「笑い飯のおもしろライブツアー2005」岡山公演（岡山3丁目劇場/岡山）
- 10月9日 「笑い飯のおもしろライブツアー2005」広島公演（よしもと紙屋町劇場/広島）
- 10月10日 「笑い飯のおもしろライブツアー2005」仙台公演（エルパーク仙台ギャラリーホール/宮城）
- 10月15日 「笑い飯のおもしろライブツアー2005」福岡公演（ベストホール/福岡）
- 10月16日 「笑い飯のおもしろライブツアー2005」東京公演（シアターアプル/東京）
- 10月22日 「笑い飯のおもしろライブツアー2005」大阪公演（baseよしもと/大阪）

2006年
- 1月17日 「笑い飯のおもしろ正月」（baseよしもと/大阪）
- 3月20日 「笑い飯の近鉄の長谷寺の牡丹は只今満開となっておりますライブ」（baseよしもと/大阪）
- 5月10日 「笑い飯のおもしろ漫才」（baseよしもと/大阪）
- 6月24日 「年末は忙しくなる予定ですライブ」（ルミネtheよしもと/東京）
- 7月31日 「笑い飯のさくらんぼライブ P.S.女子中高生限定で〜す♪」（baseよしもと/大阪）
- 9月11日 「笑い飯のおもしろ漫才」（baseよしもと/大阪）
- 9月17日 「笑い飯のオールナイトトークイベント」（バナナホール/大阪）
- 10月11日 「笑い飯のおもしろ漫才」（baseよしもと/大阪）

2007年
- 1月31日 - 「笑い飯のおもしろ年始」（baseよしもと/大阪）
- 3月15日 「さくらライナーライブ」（baseよしもと/大阪）
- 5月17日 「おもしろ田植えシーズン」（baseよしもと/大阪）
- 7月12日 「海水浴行くなら伊勢志摩ライナーライブ」（baseよしもと/大阪）
- 9月6日 「おもしろ残暑」（baseよしもと/大阪）
- 10月12日 「笑い飯のおもしろライブツアー2007」名古屋公演（ASUNAL HALL/愛知）
- 10月13日 「笑い飯のおもしろライブツアー2007」東京公演（ルミネtheよしもと/東京）
- 10月20日 「笑い飯のおもしろライブツアー2007」福岡公演（大博多ホール/福岡）
- 11月11日 「笑い飯のおもしろライブツアー2007」大阪公演（baseよしもと/大阪）
- 11月13日 「笑い飯のおもしろライブツアー2007」香川公演（サンポートホール高松/香川）
- 11月16日 「笑い飯のおもしろライブツアー2007」北海道公演（ターミナルプラザことにPatos/北海道）
- 11月23日 「笑い飯のおもしろライブツアー2007」新潟公演（NIIGATA LOTS/新潟）

2008年
- 3月14日 「ホワイトデー」（baseよしもと/大阪）
- 5月23日 「笑い飯のワッハ上方ライブ」（ワッハホール/大阪）
- 7月29日 「笑い飯のワッハ上方ライブ2」（ワッハホール/大阪）
- 9月30日 「笑い飯のワッハ上方ライブ3」（ワッハホール/大阪）

2009年
- 4月3日 「笑い飯のABCホールLIVE」（ABCホール/大阪）
- 5月31日 「笑い飯のABCホールLIVE2」（ABCホール/大阪）
- 9月26日 「笑い飯のABCホールLIVE3」（ABCホール/大阪）
- 11月30日 「笑い飯のABCホールLIVE4」（ABCホール/大阪）

2010年
- 8月23日 「笑い飯のABCホールLIVE5」（ABCホール/大阪）
- 9月13日 「笑い飯のルミネLIVE」（ルミネtheよしもと/東京）
- 10月25日 「笑い飯のABCホールLIVE6」（ABCホール/大阪）

2011年
- 6月5日 「笑い飯のなんばグランド花月LIVE」（なんばグランド花月/大阪）
- 6月12日 「笑い飯のルミネLIVE」（ルミネtheよしもと/東京）

2012年
- 6月21日 「笑い飯のABCホールLIVE7」（ABCホール/大阪）

2013年
- 7月28日 「笑い飯のルミネLIVE」（ルミネtheよしもと/東京）
- 8月4日 「笑い飯のABCホールLIVE8」（ABCホール/大阪）

2014年
- 9月5日 「笑い飯のルミネLIVE」（ルミネtheよしもと/東京）
- 9月12日 「笑い飯のなんばグランド花月LIVE」（なんばグランド花月/大阪）

2015年
- 10月20日 「笑い飯の大阪ビジネスパーク円形ホールLIVE」（大阪ビジネスパーク円形ホール/大阪）
- 11月6日 「笑い飯のルミネLIVE」（ルミネtheよしもと/東京）

2016年
- 9月26日 「笑い飯のABCホールLIVE9」（ABCホール/大阪）
- 10月2日 「笑い飯のルミネLIVE」（ルミネtheよしもと/東京）

2017年
- 4月29日 「笑い飯のおもしろ漫才ツアー奈良公演」（奈良春日野国際フォーラム 能楽ホール/奈良）
- 5月3日 「笑い飯のおもしろ漫才ツアー北海道公演」（札幌市教育文化会館 小ホール/北海道）
- 7月15日 「笑い飯のおもしろ漫才ツアー鹿児島公演」（かごしま県民交流センター 中ホール/鹿児島）
- 7月16日 「笑い飯のおもしろ漫才ツアー福岡公演」（イムズホール/福岡）
- 8月6日  「笑い飯のおもしろ漫才ツアー高知公演」（高知県立県民文化ホール グリーンホール/高知）
- 9月3日 「笑い飯のおもしろ漫才ツアー新潟公演」（新潟ユニゾンプラザ 多目的ホール/新潟）
- 9月13日 「笑い飯のおもしろ漫才ツアー大阪スペシャル」（松下IMPホール/大阪）
- 10月9日 「笑い飯のおもしろ漫才ツアー東京スペシャル」（ルミネtheよしもと/東京）

2018年
- 10月8日 「笑い飯のルミネLIVE」（ルミネtheよしもと/東京）
- 10月18日 「笑い飯のなんばグランド花月LIVE」（なんばグランド花月/大阪）

2019年
- 11月27日 「笑い飯のなんばグランド花月LIVE」（なんばグランド花月/大阪）
- 12月23日 「笑い飯のルミネLIVE」（ルミネtheよしもと/東京）

2020年
- 11月18日 「笑い飯のなんばグランド花月LIVE」（なんばグランド花月/大阪）
- 12月21日 「笑い飯のルミネLIVE」（ルミネtheよしもと/東京）

2021年
- 7月17日 「笑い飯の漫才天国〜結成20+1周年記念ツアー〜」（日本青年館ホール/東京）
- 7月22日 「笑い飯の漫才天国〜結成20+1周年記念ツアー〜」（カナモトホール/北海道）
- 7月25日 「笑い飯の漫才天国〜結成20+1周年記念ツアー〜」（松山市民会館/愛媛）
- 7月31日 「笑い飯の漫才天国〜結成20+1周年記念ツアー〜」（アルカスSASEBO/長崎）
- 8月8日 「笑い飯の漫才天国〜結成20+1周年記念ツアー〜」（御園座/愛知）
- 8月29日 「笑い飯の漫才天国〜結成20+1周年記念ツアー〜」（広島国際会議場 フェニックスホール/広島）
- 9月19日 「笑い飯の漫才天国〜結成20+1周年記念ツアー〜」（富山県民会館ホール/富山）
- 10月10日 「笑い飯の漫才天国〜結成20+1周年記念ツアー〜」（よしもと福岡 大和証券／CONNECT劇場/福岡）
- 10月24日 「笑い飯の漫才天国〜結成20+1周年記念ツアー〜」（新潟テルサ/新潟）
- 11月7日 「笑い飯の漫才天国〜結成20+1周年記念ツアー〜」（電力ホール/宮城）
- 12月4日 「笑い飯の漫才天国〜結成20+1周年記念ツアー〜」（静岡市民文化会館/静岡）
- 12月12日 「笑い飯の漫才天国〜結成20+1周年記念ツアー〜」（なんばグランド花月/大阪）

2022年
- 1月11日 「笑い飯の漫才DVD天国〜結成20+1周年記念ツアー〜」（ルミネtheよしもと/東京）
- 7月3日 「笑い飯の漫才天国2022」（なんばグランド花月/大阪）
- 7月18日 「笑い飯の漫才天国2022」（宝山ホール/鹿児島）
- 7月26日 「笑い飯の漫才天国2022」（御園座/愛知）
- 9月19日 「笑い飯の漫才天国2022」（塩尻市文化会館/長野）
- 9月24日 「笑い飯の漫才天国2022」（出雲市民会館/島根）
- 10月8日 「笑い飯の漫才天国2022」（よみうりホール/東京）

2023年
- 7月15日 「笑い飯の漫才天国2023」（御園座/愛知）
- 9月24日 「笑い飯の漫才天国2023」（よしもと福岡ダイワファンドラップ劇場/福岡）
- 11月23日 「笑い飯の漫才天国2023」（よみうりホール/東京）
- 12月3日 「笑い飯の漫才天国2023」（なんばグランド花月/大阪）

2024年
- 1月27日 「笑い飯の漫才天国2023」（シェルターなんようホール/山形）